# Rímac
Rímac je řeka na západě Peru, která je nejdůležitějším zdrojem pitné vody pro oblasti Limy a Callaa.
Řeka s délkou 160 km je částí povodí Tichého oceánu. Pramení ve vrchovině v provincii Huarochirí v regionu Lima. Ústí v Callao, v blízkosti mezinárodního letiště Jorge Cháveze.
Jméno Rímac pochází ze slova rimaq, které v kečuánštině znamená „mluvit“. Vžilo se pro ní proto i názvu El Río Hablador („Mluvící řeka“).